# Якубовский, Александр Юрьевич
Алекса́ндр Ю́рьевич Якубо́вский (20 января [1 февраля] 1886, Санкт-Петербург — 21 марта 1953, Ленинград) — советский историк-востоковед, член-корреспондент Академии наук СССР (1943), ученик академика В. В. Бартольда. Специалист по истории Средней Азии, Кавказа, Золотой Орды, стран Передней Азии. Соавтор марксистской концепции истории Средней Азии, которая стала в СССР основополагающей.

## Биография
Сын финансиста, толстовца Юрия Осиповича Якубовского (1857—1929), жившего в Ташкенте. Окончил историко-филологический факультет Императорского Санкт-Петербургского университета в 1913 году, работал преподавателем истории.
В 1920 году поступил на Восточный факультет Петроградского университета и к 1924 году получил второе высшее образование. Научную деятельность начинал под руководством В. В. Бартольда, И. Ю. Крачковского, А. А. Ромаскевича. Один из авторов первого издания «Энциклопедии ислама».
В 1930-е годы руководил раскопками в Бухаре, Самарканде, Мерве, Болгаре. В 1934 году возглавил кафедру истории феодализма в ИИМК. С 1945 года в качестве руководителя Согдийско-Таджикской археологической экспедиции раскопал городище Пенджикента доисламских времён, где открыл древнюю согдийскую живопись.
Скончался 21 марта 1953 года. Похоронен в Ленинграде на Шуваловском кладбище.

## Признание
- Действительный член Академии наук Таджикской ССР
- Заслуженный деятель науки Узбекской и Таджикской ССР
- Член-корреспондент Академии наук СССР (1943)
- орден Ленина (10.6.1945)
- орден Трудового Красного Знамени (1.2.1946)
- Сталинская премия второй степени (1952) — за научный труд «Золотая Орда и её падение», 2-е переработанное издание (1950)

## Основные труды
Перу А. Ю. Якубовского принадлежит обширный цикл работ по истории Центральной Азии: «Образы старого Самарканда» (1925), «Развалины Сыгнака (Сугнака)» (1929), «Развалины Ургенча» (1930), «Городище Миздакхан» (1930), «Феодальное общество в Средней Азии и его торговля с Восточной Европой в X—XV вв.» (1933), «Самарканд при Тимуре и Тимуридах в XIV и XV вв.» (1933), «Восстание Тараби в 1238 году. К истории крестьянских и ремесленных движений Средней Азии» (1936), «Из истории археологического изучения Самарканда» (1940), «Среднеазиатские собрания Эрмитажа и их значение для изучения культуры и искусства Средней Азии до XV в.» (1940), «Восстание Муканны» (1948), «Древний Пенджикент» (1951) и др.

#### Книги и брошюры
- Развалины Ургенча. — Л.: ГАИМК, 1930. — 68 с. — (Известия Государственной академии истории материальной культуры. — Т. VI.  — Вып. II).
- К вопросу о происхождении ремесленной промышленности Сарая Берке. — Л.: ГАИМК, 1931. — 91 с. — (Известия Государственной академии истории материальной культуры. — Т. VIII.  — Вып. 2-3).
- Феодализм на Востоке. Столица Золотой Орды — Сарай-Берке: исторический очерк к выставке в зале 31. — Л.: Изд-во ГАИМК, 1932. — 52 с. — (Государственный Эрмитаж).
- Самарканд при Тимуре и Тимуридах. — Л.: Государственный Эрмитаж, 1933. — 68 с.
- Культура и искусство Востока в памятниках Эрмитажа. — Вып. I. — Л.: Государственный Эрмитаж, 1937. — 66 с.
- Греков Б., Якубовский А. Золотая Орда (очерк истории Улуса Джучи в период сложения и расцвета в XIII—XIV вв.). — Л.: Соцэкгиз, 1937. — 202 с.
  - Греков Б., Якубовский А. Золотая Орда (очерк истории Улуса Джучи в период сложения и расцвета в XIII—XIV вв.). — М.: ОГИЗ; Госполитиздат, 1941. — 208 с.
- Культура и искусство Средней Азии: путеводитель по выставке. — Л.: Государственный Эрмитаж, 1940. — 56 с.
- К вопросу об этногенезе узбекского народа. — Ташкент: Изд-во УзФАН, 1941. — 19 с.
- Греков Б. Д., Якубовский А. Ю. Золотая Орда и ее падение. — М.—Л.: Изд-во АН СССР, 1950. — 478 с. — (Итоги и проблемы современной науки).
- Тревер К. В., Якубовский А. Ю., Воронец М. Э. История народов Узбекистана. — Ташкент: Изд-во АН УзССР, 1950. — Т. 1: С древнейших времён до начала XVI века. — 474 с.

#### Статьи
- Образы старого Самарканда (время Тимура) // Восток: журнал литературы, культуры и искусства. — Кн. 5. — М.—Л.: Всемирная литература, 1925. — С. 140—163.
- Ибн-Мискавейх о походе русов в Бердаа в 332 г. = 943/4 г. // Византийский временник. — Л.: Изд-во АН СССР, 1926. — Т. XXIV (1923—1926). — С. 63—92. Архивировано 29 марта 2017 года.
- Рассказ Ибн-ал-Биби о походе малоазийских турок на Судак, половцев и русских в начале XIII в. (черты из торговой жизни половецких степей) // Византийский временник. — Л.: Изд-во АН СССР, 1928. — Т. XXV: 1927. — С. 53—76. Архивировано 9 августа 2020 года.
- Развалины Сыгнака (Сугнака) // Сообщения. — Л.: ГАИМК, 1929. — Т. II. — С. 123—159.
- Хива (Хорезм) // Энциклопедический словарь Русского библиографического института Гранат. — 7-е изд. — М., 1929. — Т. 45. — Ч. 2. — Стб. 218—228.
- Городище Миздахкан // Записки коллегии востоковедов при Азиатском музее АН СССР. — Л.: Изд-во АН СССР, 1930. — Т. V. — С. 551—581.
- Феодальное общество Средней Азии и его торговля с Восточной Европой в X—XV вв. // Материалы по истории Узбекской, Таджикской и Туркменской ССР. — Ч. I: Торговля с Московским государством и международное положение Средней Азии в XVI—XVIII вв. — Л.: Изд-во АН СССР, 1933. — С. 1—60. — (Материалы по истории народов СССР. — Вып. 3).
- Махмуд Газневи: к вопросу о происхождении и характере Газневидского государства // Фердовси. 934—1934. — Л., 1934. — С. 51—96.
- Восстание Тараби в 1238 г. (к истории крестьянских и ремесленных движений в Средней Азии) // Доклады группы востоковедов на сессии Академии наук СССР 20 марта 1935 г. — М.—Л.: Изд-во АН СССР, 1936. — С. 101—135. — (Труды Института востоковедения. — Т. XVII).
- Ирак на грани VIII—IX вв. (черты социального строя халифата при Аббасидах) // Труды первой сессии арабистов 14—17 июня 1935 г. — М.—Л.: Изд-во АН СССР, 1937. — С. 25—49. — (Труды Института востоковедения. — Т. XXIV).
- Сельджукское движение и туркмены в XI веке // Известия АН СССР. Отделение общественных наук. — 1937. — № 4. — С. 921—946.
- Кавказ и Иран в эпоху Руставели // Памятники эпохи Руставели. — Л.: Изд-во АН СССР, 1938. — С. 23—32.
- Время Авиценны // Известия АН СССР. Отделение общественных наук. — 1938. — № 3. — С. 93—108.
- Мастера Ирана в Средней Азии при Тимуре // III Международный конгресс по иранскому искусству и археологии. Доклады. Ленинград. Сентябрь 1935. — М.—Л.: Изд-во АН СССР, 1939. — С. 277—285. — (Иранское искусство и археология).
- Краткий полевой отчёт о работах Зарафшанской археологической экспедиции Эрмитажа и ИИМК в 1939 г. // Труды отдела Востока. — Л.: Государственный Эрмитаж, 1940. — Т. II. — С. 51—70.
- Археологическая экспедиция в Зарафшанскую долину 1934 г. (из дневника начальника экспедиции) // Труды отдела Востока. — Л.: Государственный Эрмитаж, 1940. — Т. II. — С. 113—164.
- Из истории археологического изучения Самарканда // Труды отдела Востока. — Л.: Государственный Эрмитаж, 1940. — Т. II. — С. 285—337.
- Монгольская империя (XIII в.) // Исторический журнал. — 1940. — № 3. — С. 87—98.
- Зарафшанская археологическая экспедиция 1939 г. // Краткие сообщения о докладах и полевых исследованиях Института истории материальной культуры. — М.—Л.: Изд-во АН СССР, 1940. — Вып. IV. — С. 48—52.
- ГАИМК — ИИМК и археологическое изучение Средней Азии за 20 лет // Краткие сообщения о докладах и полевых исследованиях Института истории материальной культуры. — М.—Л.: Изд-во АН СССР, 1940. — Вып. IV. — С. 14—23.
- Черты общественной и культурной жизни эпохи Алишера Навои // Алишер Навои. — М.—Л.: Изд-во АН СССР, 1946. — С. 5—30.
- Об одном раннесаманидском фельсе (из ранней истории Саманидского дома) // Краткие сообщения о докладах и полевых исследованиях Института истории материальной культуры. — М.—Л.: Изд-во АН СССР, 1946. — Вып. XII. — С. 103—112.
- О русско-хазарских и русско-кавказских отношениях в IX—X вв. // Известия АН СССР. Серия истории и философии. — 1946. — Т. III, № 5. — С. 461—472.
- Тимур (опыт краткой характеристики) // Вопросы истории. — 1946. — № 8-9. — С. 42—74.
- Две надписи на северном мавзолее 1152 г. в Узгенде // Эпиграфика Востока. — М.—Л.: Изд-во АН СССР, 1947. — Т. I. — С. 27—32.
- Из истории падения Золотой Орды // Вопросы истории. — 1947. — № 2. — С. 30—45.
- Вопросы этногенеза туркмен в VIII—X вв. // Советская этнография. — 1947. — № 3. — С. 48—54.
- Арабские и персидские источники об уйгурском Турфанском княжестве в IX—X веках // Труды Отдела истории культуры и искусства Востока. — Л.: Государственный Эрмитаж, 1947. — Т. IV. — С. 423—443.
- Об испольных арендах в Ираке в VIII в. // Советское востоковедение. — М.—Л.: Изд-во АН СССР, 1947. — Т. IV. — С. 171—184.
- Востанние Муканны — движение людей в «белых одеждах» // Советское востоковедение. — М.—Л.: Изд-во АН СССР, 1948. — Т. V. — С. 35—54.
- К вопросу об исторической топографии Итиля и Болгар в IX и X вв. // Советская археология. — М.—Л.: Изд-во АН СССР, 1948. — Т. X. — С. 255—270.
- Вопросы периодизации истории Средней Азии в Средние века (VI—XV в.) // Краткие сообщения о докладах и полевых исследованиях Института истории материальной культуры. — М.—Л.: Изд-во АН СССР, 1949. — Вып. XXVIII. — С. 30—43.
- Работы Согдийско-Таджикской археологической экспедиции 1947 г. // Краткие сообщения о докладах и полевых исследованиях Института истории материальной культуры. — М.—Л.: Изд-во АН СССР, 1949. — Вып. XXVIII. — С. 48—53.
- Итоги работ Согдийско-Таджикской археологической экспедиции в 1946—1947 гг. // Труды Согдийско-Таджикской археологической экспедиции. — М.—Л.: Изд-во АН СССР, 1950. — Т. I: 1946—1947 гг. — С. 13—55. — (Материалы и исследования по археологии СССР. — № 15).
- Живопись древнего Пянджикента по материалам Таджикско-Согдийской археологической экспедиции 1948—1949 гг. // Известия АН СССР. Серия истории и философии. — 1950. — Т. VII, № 5. — С. 472—491.
- Древний Пянджикент // По следам древних культур. — М.: Госкультпросветиздат, 1951. — С. 209—270.
- Главные вопросы изучения истории развития городов Средней Азии // Труды Таджикского филиала АН СССР. — Сталинабад: Изд-во ТаджФАН СССР, 1951. — Т. XXIX: История, археология, этнография, язык и литература. — С. 3—17.
- Абу Али ибн Сина и его время (к 1000-летию со дня рождения по хиджре — мусульманской лунной эре) // Вопросы истории. — 1952. — № 9. — С. 87—110.
- Золотая Орда // Большая советская энциклопедия. — 2-е изд. — М.: Большая советская энциклопедия, 1952. — Т. 17: Земля — Индейцы. — С. 147—150.
- Из истории изучения монголов периода XI—XIII вв. // Очерки по истории русского востоковедения. — М.: Изд-во АН СССР, 1953. — С. 31—95.
- Итоги работ Таджикской археологической экспедиции за 1948—1950 гг. // Труды Таджикской археологической экспедиции. — М.—Л.: Изд-во АН СССР, 1953. — Т. II: 1948—1950 гг. — С. 9—20. — (Материалы и исследования по археологии СССР. — № 37).
- Вопросы изучения пянджикентской живописи // Живопись древнего Пянджикента. — М.: Изд-во АН СССР, 1954. — С. 8—24.
- Иран под властью арабского халифата. Народно-освободительные движения в Иране (середина VII — начало X вв.) // История Ирана с древнейших времен до конца XVIII века. — Л.: Изд-во ЛГУ, 1958. — С. 76—119.
- Китаб-и Коркуд и его значение для изучения туркменского общества в эпоху раннего Средневековья (из доклада на научной конференции в Ташкенте) // Книга моего деда Коркута: огузский героический эпос. — М.—Л.: Изд-во АН СССР, 1962. — С. 121—130. — (Литературные памятники).